# Conniella apterygia
Conniella apterygia är en fiskart som beskrevs av Allen, 1983. Conniella apterygia ingår i släktet Conniella och familjen läppfiskar. IUCN kategoriserar arten globalt som sårbar. Inga underarter finns listade i Catalogue of Life.